# 陈秉浩
陳秉浩（？—1598年），字惟直，號养自，江西泰和柳溪里人，明朝地方官员。同进士出身。

## 生平
萬曆四年（1576年）丙子科江西鄉試第七十三名舉人，萬曆十一年（1583年），登癸未科會試第七十名，三甲九十七名進士。礼部觀政，同年接替楊東野任华亭县知县一职，丁父憂歸。十六年復除福建南安知縣，以病乞休，病愈調繁華亭縣，十八年改任湖州府學教授，十九年升嘉兴府推官，二十年調簡。二十六年冬卒。

## 家族
曾祖陈榆；祖陈梦周；父桂峰公陈世绍。母王氏。具庆下。兄陈秉吉（学正）。弟秉濬、秉瀾、秉洛、秉洪。